# Wöckherl-Orgel in Wien

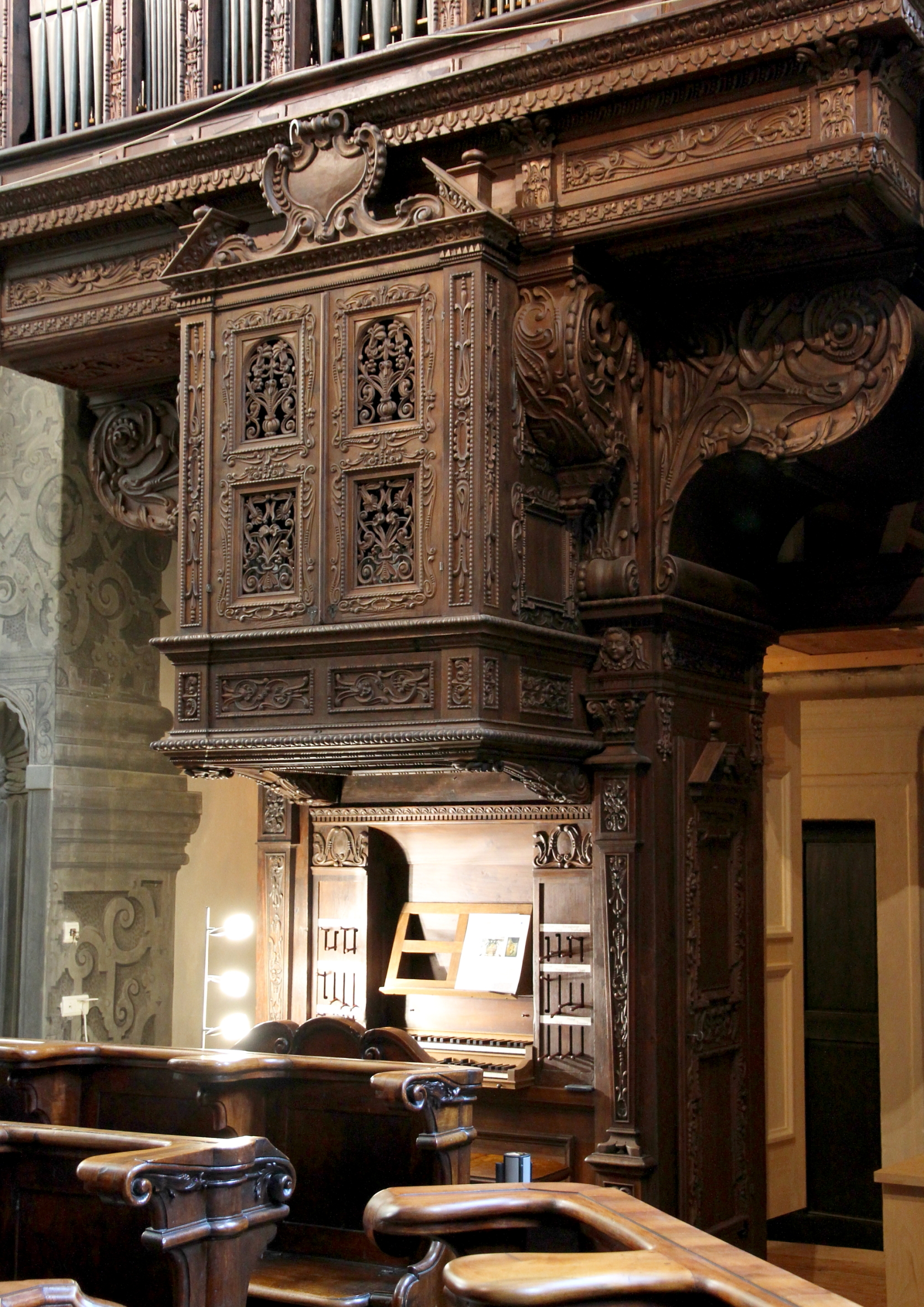
Die Orgelbrust der Wöckherl-Orgel

Die Wöckherl-Orgel in der Wiener Franziskanerkirche ist die älteste bespielbare Orgel von Wien. Das Instrument von Johann Wöckherl aus dem Jahr 1642 verfügt über 20 Register, die auf zwei Manuale und Pedal verteilt sind. In den Jahren 2009/2010 führte Orgelbau Kuhn eine Restaurierung durch, die die Rekonstruktion dreier verlorener Register einschloss.

## Baugeschichte
Die Orgel wurde 1641–1642 vom Orgelbauer Johann Wöckherl (um 1594–1660) – eigentlich Hans Weckherl – in der zentralen Nische des Chors der Wiener Franziskanerkirche errichtet. Der Kaufvertrag wurde am 14. Juli 1641 geschlossen.
1707 wurde vor der Orgel ein Hochaltar errichtet, sodass das Instrument vom Kirchenraum aus nicht mehr sichtbar ist. In der 1. Hälfte des 18. Jahrhunderts nahm höchstwahrscheinlich Gottfried Sonnholz Dispositionsänderungen im Brustpositiv vor. Kleinere Reparaturen sind für 1786, 1797 und 1804 erwähnt. 1821 nahm Joh. Georg Seybert umfangreichere Arbeiten vor. In der Folge wurde die Orgel durch Jacob Deutschmann und Franz Ullmann gepflegt. Nach einer größeren Reparatur 1885 durch Johann M. Kaufmann schloss man mit diesem einen Wartungsvertrag ab, der bis 1918 verlängert wurde. Umbaupläne von 1927 wurden nicht realisiert. 1943 wurde die Orgel zum Schutz vor Kriegszerstörung abgebaut und eingelagert. Bei der Wiederaufstellung 1950–1951 durch Karl Reinisch’s Erben (Johann Pirchner) wurden die Klaviaturumfänge erweitert, die Tonhöhe durch Verschieben der Pfeifen erniedrigt, eine neue Pedalwindlade und eine neue Balganlage angefertigt.
In den Jahren 2009–2010 wurde die Orgel durch Orgelbau Kuhn restauriert. Die Wiedereinweihung war am 26. März 2011.

## Beschreibung
Die Orgel hat 20 Register, zwei Manuale und ein Pedal mit jeweils kurzer Unteroktave in zeittypischer mitteltöniger Stimmung. Eine weitere Besonderheit sind Subsemitonien für gis/as, es1/dis1 und gis1/as1 im Brustpositiv.
Das Orgelwerk mit mechanischer Traktur und Schleifladen befindet sich in einem Gehäuse mit reichem ornamentalen Schnitzdekor. Die Orgel kann mit geschlossenen und geöffneten Flügeltüren, die figural bemalt sind, gespielt werden und stellt in dieser Besonderheit ein Unikum in der Wiener Orgellandschaft dar.

## Disposition
| I Hauptwerk CDEFGA–c3 |       |   |
| Principal             | 8′    | W |
| Copln                 | 8′    | W |
| Quintadena            | 8′    | W |
| Prinzipal octav       | 4′    | W |
| Quint                 | 3′    | W |
| Superoctav            | 2′    | W |
| Mixtur VI             | 1 ⁄3′ | W |
| Copl Flötten          | 4′    | W |
| Tremolant             |       |   |

| II Brustpositiv CDEFGA–c3 |    |     |
| Copln                     | 8′ | W/S |
| Spüzflöten                | 4′ | W   |
| Principal octav           | 4′ | S/K |
| Super octav               | 2′ | W   |
| Khrumphörner              | 8′ | K   |
| Zümbl III                 | 1′ | K   |

| Pedal CDEFGA–b0 |     |   |
| Portuna         | 16′ | W |
| Plochflötten    | 8′  | W |
| Octav           | 4′  | W |
| Quint           | 3′  | W |
| Mixtur IV       | 2′  | W |
| Pusaunnen       | 8′  | K |

W = Wöckherl (1642)
S = Sonnholz (Zuschreibung; 1. Hälfte 18. Jh.)
K = Kuhn (2010)

## Tonträger (Auswahl)
- Wöckherl-Orgel. Werke von Johann Kaspar Kerll, Johann Jakob Froberger, Dietrich Buxtehude, Giovanni Valentini, Anthoni van Noordt, Heinrich Scheidemann, Peter Planyavsky, Georg Böhm und Georg Muffat. Pier Damiano Peretti, Martin Haselböck, Roman Summereder, Peter Planyavsky, Michael Radulescu (Franciscan Monastery Vienna, 2011)
- Johann Caspar Kerll: Sämtliche freie Orgelwerke. Wolfgang Kogert (NCA; 2011)
- Luigi Ferdinando Tagliavini. Werke von Fabrizio Caroso, Antonio Martin y Coll, Christian Erbach, Girolamo Frescobaldi, Johann Jakob Froberger, Giovanni Gabrieli, Hans Leo Hassler, Nicolas Lebègue, Johann Pachelbel und Bernardo Pasquini. Luigi Ferdinando Tagliavini (Classicrecords; 2012)
- Vom Mittelalter zum Früh- und Hochbarock. Werke aus dem Codex Faenza, von Christian Erbach, Girolamo Frescobaldi, Johann Jakob Froberger, Hans Leo Hassler, Hans Leo Haßler, Johann Kaspar Kerll, Claudio Merulo, Heinrich Scheidemann, Samuel Scheidt, Arnolt Schlick, Adam Ileborgh von Stendal und Franz Tunder. Michael Radulescu (Classicrecords; 2013)
- Meister des Frühbarock I. Werke von Girolamo Fantini, Kaiser Leopold I., Georg Muffat, Giovanni Buonaventura Viviani, Johann Heinrich Schmelzer, Andreas Anton Schmelzer und Johannes Ebenbauer. Johannes Ebenbauer und Siegfried J. Koch (Classicrecords; 2013)
- Velvet. Werke von Alessandro Poglietti, Johann Jakob Froberger, Johann Heinrich Schmelzer, Antonio Bartali und Heinrich Ignaz Franz Biber. Ensemble Delirio (CDelirio; 2014)
- Frobergers Reisen. Werke von Luzzasco Luzzaschi, Giovanni Gabrieli, Matthias Weckmann, Alessandro Poglietti, Johann Jacob Froberger, Louis Couperin, Johann Steigleder, Wolfgang Ebner, Johann Caspar Kerll, Girolamo Frescobaldi und Michelangelo Rossi. Magdalena Hasibeder (Raumklang; 2016)
- Renaissance & Baroque Reminiscences. Werke von Girolamo Frescobaldi, Magdalena Bialecka, Giovanni de Macque, Giacomo Fogliano, Tomasz Soczek, Johann Jakob Froberger, Piotr Tabakiernik, Aldona Nawrocka, Johann Caspar Kerll, Marian Sawa, Johann Adam Reincken. Bartosz Jakubczak (Chopin University Press; 2023)